# Federico Zurlo
Federico Zurlo (né le 25 février 1994 à Cittadella en Vénétie) est un coureur cycliste italien.

## Biographie
Federico Zurlo naît le 25 février 1994 à Cittadella en Italie. Son frère cadet Matteo est également coureur cycliste.
Il entre en 2013 dans l'équipe Zalf Euromobil Désirée Fior. Puis il intègre en août 2014 l'équipe UnitedHealthcare en tant que stagiaire.
Fin 2014, ses nouveaux dirigeants annoncent qu'il fera toujours partie de l'effectif de la formation UnitedHealthcare en 2015.
Après une saison au sein de l'équipe continentale professionnelle UnitedHealthcare, il change d'employeur et signe un contrat avec l'équipe italienne Lampre-Merida.

## Palmarès sur route

### Par année
- 2010
  - Coppa d'Oro
- 2012
  - 2e étape du Tour d'Istrie
  - Piccola Tre Valli Varesine
  - Gran Premio Sportivi di Loria
  - 2e du Gran Premio Sportivi di Sovilla
  - 3e du Tour d'Istrie
  - 4e du championnat du monde sur route juniors
- 2013
  - Coppa Belricetto
  - Milan-Busseto
  - 3e étape de la Coupe des nations Ville Saguenay
  - 2e de La Popolarissima
  - 2e de La Bolghera
  - 3e de la Coppa San Bernardino
- 2014
  - Grand Prix De Nardi
  - Gran Premio Calvatone
  - 2e du Grand Prix de Roncolevà
- 2016
  - 7e étape du Tour du lac Qinghai
- 2019
  - 5e étape du Tour du Japon
  - 3e étape du Tour de Kumano

### Résultats sur les grands tours

#### Tour d'Espagne
2 participations
- 2016 : abandon (4e étape)
- 2017 : 149e

### Classements mondiaux
| Année           | 2014 | 2015 | 2016 | 2017 | 2018   |
| --------------- | ---- | ---- | ---- | ---- | ------ |
| UCI Europe Tour | 697e | 694e |      | 906e | 1 918e |
| UCI Asia Tour   |      |      | 146e |      |        |

## Palmarès en cyclo-cross
- 2010-2011[1]
  -  Champion d'Italie de cyclo-cross juniors
- 2011-2012
  - Ciclocross del Ponte juniors,  Faè di Oderzo